# All of Us
All of Us je americký televizní sitcom, jehož autory jsou Jada Pinkett Smith, Will Smith a Betsy Borns. Premiérově byl vysílán v letech 2003–2007, zpočátku na stanici UPN, následně na The CW (od 2006). Celkově bylo natočeno 88 dílů ve čtyřech řadách. Seriál je volně založen na motivech rodiny Jady Pinkett a Willa Smithových.

## Příběh
Robert James je rozvedený televizní reportér žijící se svým synem Bobbym a svou snoubenou Tiou, která pracuje jako učitelka ve školce. Bobbyho má ve střídavé péči se svou bývalou ženou Neesee, se kterou kvůli synovi předstírá přátelský vztah. K přátelům rodiny patří Dirk, Robertův nejlepší kamarád a producent, a Tiina nejlepší kamarádka a učitelka Jonelle.

## Obsazení
- Duane Martin jako Robert James
- LisaRaye McCoy jako Neesee James
- Elise Neal jako Tia Jewel (1.–2. řada)
- Khamani Griffin jako Robert „Bobby“ James Jr.
- Tony Rock jako Dirk Black
- Terri J. Vaughn jako Jonelle Abrahams (1.–2. řada, jako host ve 3. řadě)
- Laivan Greene jako Courtney (4. řada)

## Vysílání
| Řada | Díly | Premiéra v USA | Premiéra v USA  | Stanice v USA |
| Řada | Díly | První díl      | Poslední díl    | Stanice v USA |
| ---- | ---- | -------------- | --------------- | ------------- |
| 1    | 22   | 16. září 2003  | 18. května 2004 | UPN           |
| 2    | 22   | 21. září 2004  | 24. května 2005 | UPN           |
| 3    | 22   | 19. září 2005  | 15. května 2006 | UPN           |
| 4    | 22   | 1. října 2006  | 14. května 2007 | The CW        |